# Leuctra apenninicola
Leuctra apenninicola is een steenvlieg uit de familie naaldsteenvliegen (Leuctridae). De wetenschappelijke naam van de soort is voor het eerst geldig gepubliceerd in 1988 door Ravizza.